# الشركة الكويتية المتحدة للدواجن
الشركة الكويتية المتحدة للدواجن هي شركة مساهمة كويتية تأسست في 30 نوفمبر 1974 وادرجت في سوق الكويت للأوراق المالية في العام 1976. يقع مقر الشركة الرئيسي في منطقة الشويخ الصناعية في محافظة العاصمة بالكويت. تشمل نشاطات الشركة على تربية وبيع وتوزيع واستيراد كافة أنواع الدواجن والبيض والاطعمة المرتبطة بها في داخل الكويت وخارجها. إنتاج الشركة للدجاج يقدر ب 13.8 ألف طن سنويا و196 مليون بيضة للمائدة.

## أرقام للشركة
حققت الشركة 1.1 مليون دينار كويتي أرباح عن السنة المالية المنتهية في 21 مارس 2011. في عام 2022، كان إجمالي ربح التشغيل للشركة بلغ نحو 7.098 ملايين دينار، وبلغ صافي أرباح العام قبل الاستقطاعات 5.304 ملايين دينار.
في عام 2016، انسحبت الشركة من سوق الكويت للاوراق المالية وذلك بسبب ان سعر سهم الشركة لا يعكس النتائج التي تحققها الشركة، وحجم التداول على اسهم الشركة منخفض جداً.